# Vedernika
Vedernika – wieś w Estonii, w prowincji Põlva, w  gminie Värska.